# Denise Gagnon
Pour les articles homonymes, voir Gagnon.
Denise Gagnon est une actrice et enseignante québécoise née à Québec le 17 septembre 1936 et morte dans la même ville le 14 août 2024,. Elle est active au cinéma et à la télévision de 1982 jusqu’à 2013.

## Biographie
Denise Gagnon obtient son diplôme du Conservatoire d'art dramatique de Québec en 1961 avec la toute première cohorte de finissants de l'établissement, établissement où elle enseignera plus tard la diction pendant plus de 20 ans,. Elle reçoit une deuxième fois le prix Paul-Hébert en 1998 pour son interprétation du rôle de Miss Ruddock dans Moulins à paroles d'Allan Bennett en même temps que le prix des abonnés du Théâtre du Trident.
Denise Gagnon meurt le 14 août 2024 à Québec à l'âge de 87 ans.

## Filmographie

### Cinéma
- 1982 : Les Yeux rouges : Sonia
- 1987 : Les Fous de Bassan : Béa Brown
- 1989 : Les Heures précieuses
- 1994 : Octobre : serveuse
- 1995 : Recharge (court métrage)
- 2005 : La Neuvaine : grand-mère
- 2010 : Route 132 : Gilberte Amyot
- 2010 : Trois temps après la mort d'Anna : grand-mère
- 2014 : Les Maîtres du suspense de Stéphane Lapointe : la mère de Quentin

### Télévision

#### Séries télévisées
- 1986 : Le Parc des braves : Clémence Saillant
- 1990 : Cormoran : Perpétue Lamothe
- 1992 : Avec un grand A : Claudette
- 1992 - 1993 : Scoop : Mme Fontaine
- 1994 : Le Sorcier : veuve Dupuis
- 2003 : L'Auberge du chien noir : Germaine Trudeau

#### Téléfilms
- 1988 : Le Grand jour
- 1990 : Desjardins : vieille dame